# Hedylus brooksi
Hedylus brooksi är en stekelart som först beskrevs av Brooks 1918.  Hedylus brooksi ingår i släktet Hedylus och familjen brokparasitsteklar. Inga underarter finns listade i Catalogue of Life.